# Camponotus incensus
Camponotus incensus é uma espécie de inseto do gênero Camponotus, pertencente à família Formicidae.